# پارک ملی تسامباگاراو اول
پارک ملی تسامباگاراو اول (به لاتین: Tsambagarav Uul National Park) یک پارک ملی در مغولستان است که در استان بایان-اولگی واقع شده‌است.